# The Heritage (PGA Tour)
Het The Heritage is een golftoernooi in de Verenigde Staten en maakt deel uit van de Amerikaanse PGA Tour. Het toernooi werd opgericht in 1969 en vindt altijd plaats op de Harbour Town Golf Links in Hilton Head Island, South Carolina. Sinds 2012 wordt het toernooi georganiseerd als het RBC Heritage.

## Invitational
Meestal spreekt men over The Heritage en soms ook over The Heritage Classic.
De Heritage is een van de vijf toernooien op de PGA Tour met de status 'Invitational'. Het spelersveld is niet groter dan 132 (normaal is 156). De andere vier Invitationals zijn de Arnold Palmer Invitational, the Crowne Plaza Invitational at Colonial, de Memorial Tournament en de AT&T National. Invitationals hebben 120-132 spelers en de organisatie mag zelf bepalen wie zij uitnodigen.

## De baan
De Heritage werd gespeeld op de Harbour Town Golf Links van de Sea Pines Resort op Hilton Head Island aan de kust van South Carolina. De links-baan werd ontworpen door golfbaanarchitect Pete Dye i.s.m. Jack Nicklaus en staat regelmatig op lijsten van de top-100 banen. In 1972 werden de eerste twee rondes op twee verschillende banen van de resort gespeeld, op Harbour Town en op de Ocean course. Na de cut werd alleen nog op Harbour Town gespeeld.

## De sponsors
Van 1987-2010 was MCI de sponsor zowel onder de naam MCI als onder de naam WorldCom en na hun overname ook onder de naam Verizon. In 2011 ging het toernooi wel door maar was er geen naamsponsor. Twee maanden later werd aangekondigd dat de Royal Bank of Canada zich voor de komende vijf toernooien als naamsponsor had aangekondigd.

## De stichting
De Heritage Classic Foundation is de ruggensteun van het toernooi. Na het toernooi worden de inkomsten aan goede doelen, universiteiten en medische instellingen gegeven. Het totale uitgekeerde bedrag was in 2005 opgelopen tot $ 13.000.000.

## Winnaars
| Jaar                                    | Winnaar               | Score                 | Score                 | Info                                             |
| Heritage Golf Classic                   | Heritage Golf Classic | Heritage Golf Classic | Heritage Golf Classic | Heritage Golf Classic                            |
| --------------------------------------- | --------------------- | --------------------- | --------------------- | ------------------------------------------------ |
| 1969                                    | Arnold Palmer         | 283                   | –1                    |                                                  |
| 1970                                    | Bob Goalby            | 280                   | –4                    |                                                  |
| Sea Pines Heritage Classic              |                       |                       |                       |                                                  |
| 1971                                    | Hale Irwin            | 279                   | –5                    |                                                  |
| 1972                                    | Johnny Miller         | 281                   | –4                    |                                                  |
| 1973                                    | Hale Irwin            | 272                   | –12                   |                                                  |
| 1974                                    | Johnny Miller         | 276                   | –8                    |                                                  |
| 1975                                    | Jack Nicklaus         | 271                   | –13                   |                                                  |
| 1976                                    | Hubert Green          | 274                   | –10                   |                                                  |
| Heritage Classic                        |                       |                       |                       |                                                  |
| 1977                                    | Graham Marsh          | 273                   | –11                   |                                                  |
| 1978                                    | Hubert Green          | 277                   | –7                    |                                                  |
| Sea Pines Heritage Classic              |                       |                       |                       |                                                  |
| 1979                                    | Tom Watson            | 270                   | –14                   |                                                  |
| Sea Pines Heritage                      |                       |                       |                       |                                                  |
| 1980                                    | Doug Tewell po        | 280                   | –4                    | Won de play-off van Jerry Pate                   |
| 1981                                    | Bill Rogers           | 278                   | –6                    |                                                  |
| 1982                                    | Tom Watson po         | 280                   | –4                    | Won de play-off van Frank Conner                 |
| 1983                                    | Fuzzy Zoeller         | 275                   | –9                    |                                                  |
| 1984                                    | Nick Faldo            | 270                   | –14                   |                                                  |
| 1985                                    | Bernhard Langer po    | 273                   | –11                   | Won de play-off van Bobby Wadkins                |
| 1986                                    | Fuzzy Zoeller         | 276                   | –8                    |                                                  |
| MCI Heritage Golf Classic               |                       |                       |                       |                                                  |
| 1987                                    | Davis Love III        | 271                   | –13                   |                                                  |
| 1988                                    | Greg Norman           | 271                   | –13                   |                                                  |
| 1989                                    | Payne Stewart         | 268                   | –16                   |                                                  |
| 1990                                    | Payne Stewart po      | 276                   | –8                    | Won de play-off van Steve Jones en Larry Mize    |
| 1991                                    | Davis Love III        | 271                   | –13                   |                                                  |
| 1992                                    | Davis Love III        | 269                   | –15                   |                                                  |
| 1993                                    | David Edwards         | 273                   | –11                   |                                                  |
| 1994                                    | Hale Irwin            | 266                   | –18                   |                                                  |
| MCI Classic                             |                       |                       |                       |                                                  |
| 1995                                    | Bob Tway po           | 275                   | –9                    | Won de play-off van David Frost en Nolan Henke   |
| 1996                                    | Loren Roberts         | 265                   | –19                   |                                                  |
| 1997                                    | Nick Price            | 269                   | –15                   |                                                  |
| 1998                                    | Davis Love III        | 266                   | –18                   |                                                  |
| 1999                                    | Glen Day po           | 274                   | –10                   | Won de play-off van Jeff Sluman en Payne Stewart |
| 2000                                    | Stewart Cink          | 270                   | –14                   |                                                  |
| WorldCom Classic - The Heritage of Golf |                       |                       |                       |                                                  |
| 2001                                    | José Cóceres po       | 273                   | –11                   | Won de play-off van Billy Mayfair                |
| 2002                                    | Justin Leonard        | 270                   | –14                   |                                                  |
| MCI Heritage                            |                       |                       |                       |                                                  |
| 2003                                    | Davis Love III po     | 271                   | –13                   | Won de play-off van Woody Austin                 |
| 2004                                    | Stewart Cink po       | 274                   | –10                   | Won de play-off van Ted Purdy                    |
| 2005                                    | Peter Lonard          | 277                   | –7                    |                                                  |
| Verizon Heritage                        |                       |                       |                       |                                                  |
| 2006                                    | Aaron Baddeley        | 269                   | –15                   |                                                  |
| 2007                                    | Boo Weekley           | 270                   | –14                   |                                                  |
| 2008                                    | Boo Weekley           | 269                   | –15                   |                                                  |
| 2009                                    | Brian Gay             | 264                   | –20                   |                                                  |
| 2010                                    | Jim Furyk po          | 271                   | –13                   | Won de play-off van Brian Davis                  |
| The Heritage                            |                       |                       |                       |                                                  |
| 2011                                    | Brandt Snedeker po    | 272                   | –12                   | Won de play-off van Luke Donald                  |
| RBC Heritage                            |                       |                       |                       |                                                  |
| 2012                                    | Carl Pettersson       | 270                   | –14                   |                                                  |
| 2013                                    | Graeme McDowell po    | 275                   | –9                    | Won de play-off van Webb Simpson                 |
| 2014                                    | Matt Kuchar           | 273                   | –11                   |                                                  |
| 2015                                    | Jim Furyk po          | 266                   | –18                   | Won de play-off van Kevin Kisner                 |

| Toernooirecord |  | po = winnaar na play-off |

## Meervoudige winnaars
Negen spelers hebben dit toernooi meer dan eenmaal gewonnen (t/m 2011):
5 keer
- Davis Love III: 1987, 1991, 1992, 1998, 2003

3 keer
- Hale Irwin: 1971, 1973, 1994

2 keer
- Johnny Miller: 1972, 1974
- Hubert Green: 1976, 1978
- Tom Watson: 1979, 1982
- Fuzzy Zoeller: 1983, 1986
- Payne Stewart: 1989, 1990
- Stewart Cink: 2000, 2004
- Boo Weekley: 2007, 2008
- Jim Furyk: 2010, 2015